# 美國陸軍裝備司令部
美國陸軍裝備司令部（英語：United States Army Materiel Command，AMC）是美國陸軍的主要司令部之一。作為陸軍的主要物資管理單位，陸軍裝備司令部負責向全球的美軍維持後勤管理及裝備維護。

## 歷史
約翰·甘迺迪總統就職後，國防部長勞勃·麥納馬拉指示成立了多個研究小組。其中一個小組“OSD Project 80”任務是確定陸軍的組織結構對國防環境變化的影響。這項研究始於1961年，由Leonard W. Hoelscher指導，於1961年發表，通常被稱為《霍爾斯徹報告》。1962年1月16日，甘迺迪總統正式將擬議的軍隊重組通知國會。
小法蘭克·貝森被指派負責建立這個單位，1962年4月2日，小法蘭克·貝森升任中將，並被任命為陸軍裝備司令部指揮官。總部最初設在一棟大樓“ Tempo 7” ，原址是現在的雷根機場。
1973年，陸軍裝備司令部的總部遷至維吉尼亞州亞歷山卓。1976年，更名為美國陸軍發展與戰備司令部（U.S. Army Development and Readiness Command）。
1984年，將名稱改回美國陸軍裝備司令部。
1991年，美國發動沙漠風暴行動，陸軍裝備司令部提供了超過90萬噸的設備，物資和彈藥。根據陸軍裝備司令部分析師計算，將運往沙烏地阿拉伯的車輛首尾相連放至，它們可以從華盛頓特區一直延伸到位於佛羅里達州的華特迪士尼世界。
2003年，總部遷至維吉尼亞州貝爾沃堡。
2007年，陸軍地面部署與分配司令部被納入美國陸軍裝備司令部旗下。
2011年6月15日，陸軍裝備司令部正式搬遷至紅石兵工廠。

## 單位
美國陸軍裝備司令部負責監督10個主要下屬司令部：
- 美國陸軍承包司令部（英语：Army Contracting Command）

- 美國陸軍財政管理司令部（USAFMCOM）

- 美國陸軍安全援助司令部（英语：United States Army Security Assistance Command）

- 美國陸軍保障司令部（英语：United States Army Sustainment Command）

- 美國陸軍航空與飛彈司令部（英语：United States Army Aviation and Missile Command）

- 美國陸軍通訊電子司令部（英语：United States Army Communications-Electronics Command）

- 美國陸軍設施管理司令部（英语：United States Army Installation Management Command）

- 聯合彈藥司令部（英语：Joint Munitions Command）

- 美國軍事地面部署與分配司令部（英语：Military Surface Deployment and Distribution Command）

- 美國陸軍戰車與裝備司令部（英语：United States Army Tank-automotive and Armaments Command）

另外負責監督的獨立單位：
- 美國陸軍化學物質管理（英语：United States Army Chemical Materials Activity）

- 陸軍後勤數據分析中心（LDAC）